# 蔡牽
蔡牽（さいけん、1761年 - 1809年）は、清の海賊。

## 人物
福建同安の人。生家は貧しく、幼少に父母を亡くした環境で育った。綿花打ちや漁網の補修で生計を立てていたが、乾隆59年（1794年）に福建南部に発生した水害によって職を失う。生活が困窮した蔡牽は霞浦県に移り一旦漁民となったが、やがて海賊となり、安南海賊と行動を共にするようになる。嘉慶5年（1800年）に阮元と李長庚によって行われた海賊掃討戦により安南海賊が壊滅すると、残存した福建北部の海賊を糾合し一勢力を築いた。
嘉慶6年（1801年）にライバル関係にあった候斎添を殺害し、浙江随一の海賊集団の頭目となる。
福建・浙江・広東を中心に活動し、航行する船舶の貨物を強奪、また航路を封鎖し「出洋税」の徴収を行っていた。嘉慶7年（1802年）には廈門海口の大、小担山に上陸し、清軍の大砲等の強奪も行っている。
嘉慶9年（1804年）、蔡牽は台湾鹿耳門に進出、浮鷹洋で温州鎮水師を撃破した。これに対し浙江提督李長庚は出兵、定海洋で蔡牽を破った。翌年蔡牽は鎮海王を自称、台湾鳳山（現在の高雄市）に出撃し台湾府城を包囲した。嘉慶12年（1807年）、李長庚と福建水師提督張見陞は広東黒水外洋で合流し蔡牽を攻撃、蔡牽は李長庚を敗死に追い込んでいる。嘉慶14年（1809年）、李長庚の部将であった王得禄・邱良功がそれぞれ福建、浙江提督に任じられると、協力して蔡牽を浙江台州漁山の外洋で攻撃した。敗北し追い込まれた蔡牽は自船を爆破し、妻子や部下250名と共に自決した。